# Малиновський Олександр Олегович
Олекса́ндр Оле́гович Малино́вський — лейтенант Збройних сил України, учасник російсько-української війни.

## Нагороди та вшанування
- Указом Президента України № 741/2019 від 10 жовтня 2019 року за «особисту мужність і самовіддані дії, виявлені у захисті державного суверенітету та територіальної цілісності України» орденом Богдана Хмельницького III ступеня[1]